# Indiferença
Indiferença é o segundo álbum de estúdio da banda brasileira de rock Oficina G3, lançado em 1996 pela gravadora Gospel Records, com produção musical de Paulo Anhaia.
Este álbum angariou seguidores para o Oficina G3 ainda que fossem apenas do ainda obscuro cenário do rock cristão. O estilo hard rock do trabalho lembra o hard rock dos anos 80, e ainda pode-se notar influências do glam rock, típico de bandas como Bride e Stryper. O disco tem destaque para a faixa "Glória" que é dividida em duas partes: uma em que é cantada o tradicional hino "Vencendo Vem Jesus" (The Battle Hymn of the Republic) com ritmo de rock e outra com um solo de guitarra de Juninho Afram. O disco marca a estreia de Jean Carllos como tecladista da e a despedida de Luciano Manga, que sairia para formar um ministério pastoral.

## Antecedentes
Em 1993, o grupo tinha lançado Nada É Tão Novo, Nada É Tão Velho apenas em vinil. Entre o relançamento da obra em CD no ano de 1994, quando novas faixas foram gravadas como bônus, a saída passou pela saída de Wagner Maradona e a entrada de Duca Tambasco. Já em 1995, o grupo decidiu que deveria ter um tecladista como integrante, já que nos projetos anteriores Márcio "Woody" de Carvalho atuou como músico contratado. O baterista Walter Lopes entrou em contato com Jean Carllos, que era integrante da banda Vértice, para assumir o instrumento no Oficina G3.

## Gravação
Grande parte dos álbuns das principais bandas de rock da Gospel Records, desde 1990, eram gravados com o produtor Rick Bonadio. Mas em 1995, o músico ganhou notoriedade produzindo o Mamonas Assassinas. Assim, bandas como o Resgate e Katsbarnea começaram a trabalhar com Paulo Anhaia, que trabalhava no estúdio 43. Até aquele momento, Anhaia conhecia Duca Tambasco. O baixista tinha feito uma pequena participação vocal em uma das faixas do álbum Armagedom, do Katsbarnea. O processo de produção de Indiferença seguiu os mesmos passos que Paulo introduziu em outros álbuns: primeiro, a banda fez uma pré-produção até o gravar álbum propriamente dito.
Um dos destaques de Indiferença foram as suas seções instrumentais. Duca estreou como compositor com o solo "Duca's Jam", enquanto Juninho Afram fez os solos de "Your Eyes II" e "Glória Inst.". Esta última ganhou notoriedade, ao longo do tempo, como um dos solos mais notórios da carreira de Afram. Paulo Anhaia disse, anos depois, que o Oficina G3 tinha planos de ter a participação de Dale Thompson, vocalista da banda Bride, nos vocais de "Glória". A parceria chegou a ser conversada, mas não se tornou viável pelo prazo de produção do álbum.
Em 2023, a banda disse em entrevista ao Flow Podcast que o álbum também trouxe um perfeccionismo de Afram nas sessões de gravação com a execução de guitarra. Em uma ocasião, o guitarrista ficou incomodado com o vocalista Luciano Manga, que gravou os vocais de "Contra-Cultura" gripado. O baterista Walter Lopes chegou a trocar seu kit de bateria durante as sessões e acabou por regravar algumas faixas.
Paulo Anhaia colaborou nos arranjos e gravou alguns dos backings. Segundo ele, Indiferença foi o primeiro álbum de sua carreira como produtor em que fez a masterização.

## Lançamento e recepção
| Críticas profissionais | Críticas profissionais |
| Avaliações da crítica  | Avaliações da crítica  |
| Fonte                  | Avaliação              |
| ---------------------- | ---------------------- |
| O Propagador           | [ 8 ]                  |
| Super Gospel           | [ 9 ]                  |

Indiferença foi lançado em 1996 pela gravadora Gospel Records em formato CD. O álbum foi um sucesso comercial e de crítica. Com cotação de 5 estrelas de 5, o O Propagador defendeu que "composto por elementos do rock progressivo, pop rock, heavy metal e até mesmo baladas acústicas e instrumentais, é impossível ter alguma faixa como ruim, ainda considerando que Luciano Manga dá uma vitalidade as músicas que nenhum vocalista posterior conseguiria". 20 anos após o lançamento, em crítica retrospectiva para o Super Gospel, Tiago Abreu atribuiu a cotação de 4,5 estrelas de 5 para o projeto e afirmou que "é o ápice coletivo da banda na década de 1990. Também é o ponto alto de Luciano Manga como intérprete e frontman, uma estreia respeitável da dupla Duca Tambasco e Jean Carllos, contribuições fundamentais de Walter Lopes e a consagração de Juninho Afram como compositor e homem das seis cordas".
Meses após o lançamento do álbum, o jornal Folha de S.Paulo produziu uma reportagem sobre a emergência da música evangélica daquele período, com menções ao Oficina G3. O jornalista e crítico Thales de Menezes, no entanto, fez observações negativas sobre a falta de contestação social e política no cenário evangélico, utilizando a letra de "Profecias". Na época, ele disse: "Que tipo de contestação pode vir de um movimento em que todas as canções pregam a mesma coisa? A música gospel acaba servindo apenas para entreter os jovens, num clima de 'alto astral'. No fim, Deus vai salvar todo mundo. Os grupos de rap ou rock pesado até tentam seguir a cartilha mais agressiva comum a seus gêneros, mas acabam caindo na mesma mensagem otimista. O Oficina G3 recheia a letra de 'Profecias' com citações de guerra, dor, fome. No final, 'em breve vai se ouvir a linda melodia/dos anjos lá no céu a cantar/para sua vinda anunciar'. Se as letras das músicas gospel soam simplórias, isso é consequência da camisa-de-força temática imposta pelo movimento".
Como divulgação do álbum, a banda chegou a produzir o videoclipe da canção "Indiferença". Na rádio Gospel Sat de São Paulo, de propriedade da gravadora, "Indiferença" era a terceira música mais tocada em janeiro de 1997.
Durante a turnê do álbum, Luciano Manga precisou deixar a banda para seguir sua trajetória como pastor. Por conta do fato, Manga e os membros do Oficina G3 escolheram PG, que era membro da igreja ao qual faziam parte, para assumir a posição de vocalista do conjunto. PG era baixista e vocalista de uma banda de metal chamada Corsário, e, mais tarde, aceitou entrar no grupo. Os dois vocalistas chegaram a dividir os palcos em alguns shows, até que PG assumiu os vocais por completo.

## Legado

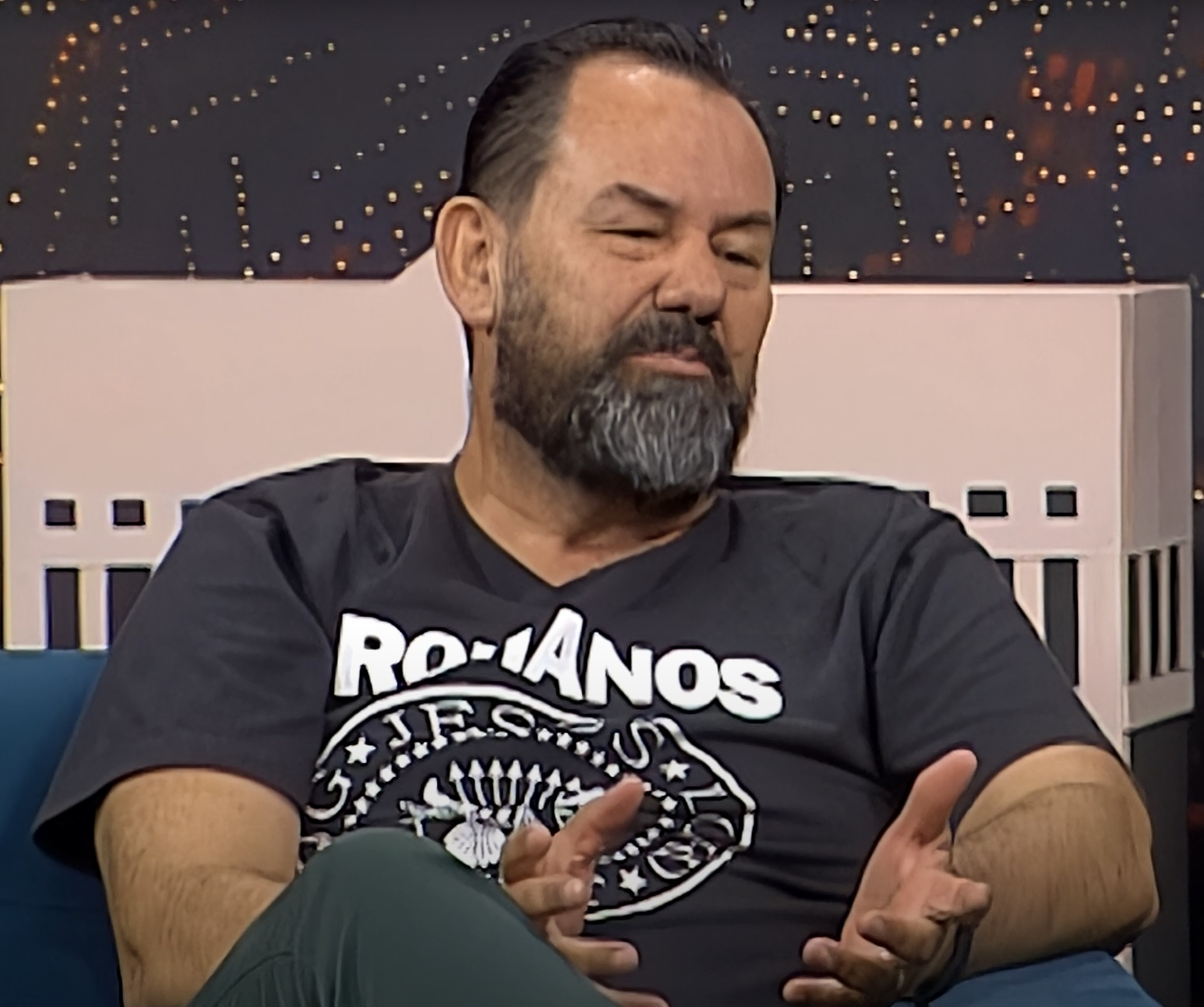
Indiferença foi o último disco inédito da banda com Luciano Manga, que só se apresentaria de novo com o Oficina G3 na década de 2020.

Com o passar dos anos, Indiferença chegou a ser defendido como o melhor álbum da banda por parte dos fãs e da mídia especializada. Isso também se deveu ao fato de que, logo depois, a banda investiria em projetos acústicos e, no inédito O Tempo, ter investido em uma musicalidade pop. Com isso, trabalhos posteriores sempre foram comparados ao disco de 1996. Em 2002, por exemplo, Juninho Afram chegou a defender no lançamento de Humanos, que "Muitas pessoas acham que o nosso disco mais pesado é Indiferença, que tem uma concepção heavy metal. Mas eu acho que os rocks de Humanos são os mais pesados que já fizemos". Já em 2005, quando o grupo lançou Além do que os Olhos Podem Ver, parte da crítica especializada argumentou sonoridade do projeto foi comparado um retorno às origens e, ao mesmo tempo, uma superação do peso apresentado em Indiferença.
Entre 2023 e 2024, durante um processo de shows comemorativos com ex-integrantes, a banda promoveu a turnê NADOQINDY, com as participações de Manga, PG, Lufe e Déio Tambasco. O roteiro comemorou os álbuns Nada É Tão Novo, Nada É Tão Velho, Indiferença e Além do que os Olhos Podem Ver. As apresentações se destacaram com a participação de PG nos vocais de algumas canções de Indiferença ao lado de Luciano. Foi a primeira vez desde 1997 que Luciano atuou como vocalista do Oficina G3 em uma turnê, uma experiência que considerou absurda diante do tempo distante do grupo.
Em 2015, foi considerado, por vários historiadores, músicos e jornalistas, como o 22º maior álbum da música cristã brasileira, em uma publicação dirigida pelo Super Gospel. Mais tarde, foi eleito pelo mesmo portal o 10º melhor álbum da década de 1990.

## Faixas
A seguir lista-se as faixas, compositores e durações de cada canção de Indiferença, segundo o encarte do disco.
| N.º            | Título               | Compositor(es)                                  | Vocais         | Duração |  |
| 1.             | "Davi"               | Walter Lopes Cláudia                            | Luciano Manga  | 3:13    |  |
| 2.             | "Fé"                 | Luciano Manga Juninho Afram Lopes Duca Tambasco | Walter Lopes   | 3:27    |  |
| 3.             | "Magia Alguma"       | Marco Antônio Guimarães Garcia                  | Luciano Manga  | 3:20    |  |
| 4.             | "Glória Inst."       | Afram                                           | Instrumental   | 2:23    |  |
| 5.             | "Glória"             | Domínio Público                                 | Luciano Manga  | 3:44    |  |
| 6.             | "Profecias"          | Afram                                           | Luciano Manga  | 4:33    |  |
| 7.             | "Espelhos Mágicos"   | Afram                                           | Juninho Afram  | 4:36    |  |
| 8.             | "Novos Céus"         | Afram                                           | Juninho Afram  | 3:51    |  |
| 9.             | "Indiferença"        | Manga Afram Lopes Tambasco                      | Luciano Manga  | 3:16    |  |
| 10.            | "Duca's Jam"         | Tambasco                                        | Instrumental   | 0:30    |  |
| 11.            | "Contra-Cultura"     | Afram                                           | Luciano Manga  | 3:40    |  |
| 12.            | "Your Eyes"          | Afram                                           | Juninho Afram  | 3:20    |  |
| 13.            | "Your Eyes II Inst." | Afram                                           | Instrumental   | 1:20    |  |
| 14.            | "Não Temas"          | Afram                                           | Luciano Manga  | 3:30    |  |
| 15.            | "Rei de Salém"       | Túlio Régis                                     | Juninho Afram  | 3:15    |  |
| Duração total: | Duração total:       | Duração total:                                  | Duração total: | 48:00   |  |

## Ficha técnica
A seguir estão listados os músicos e técnicos envolvidos na produção de Indiferença:
Banda
- Luciano Manga - vocais
- Juninho Afram - guitarras, violão e vocais  principais em "Espelhos Mágicos", "Novos Céus", "Your Eyes", e "Rei de Salém"
- Duca Tambasco - baixo e vocal de apoio
- Jean Carllos - teclado e vocal de apoio
- Walter Lopes - bateria e vocais em "Fé"

Músicos convidados e equipe técnica
- Paulo Anhaia - produção musical, arranjo vocal, percussão, edição, engenharia de áudio mixagem, masterização, programação e vocal de apoio
- Fábio Ramos - assistente de estúdio
- Oficina G3 - mixagem, masterização, capa
- Vitão - fotografia